# Ole Schmidt
Pour les articles homonymes, voir Schmidt.
Ole Schmidt Pedersen (né le 14 juillet 1928 à Copenhague et mort le 6 mars 2010 à Marciac) est un chef d'orchestre, pianiste et compositeur danois qui, en particulier, est connu pour ses enregistrements de la musique de Carl Nielsen et pour avoir été de 1978 à 1984 le chef de l'Orchestre symphonique d'Aarhus.

## Biographie
Schmidt a d’abord été autodidacte jouant du jazz au piano, dans les restaurants et les boites de nuit. Puis en 1948, il a étudié le piano à l'Académie royale danoise de musique et participe à la classe de composition qui venait d'être créée, avec pour professeurs Vagn Holmboe, Finn Høffding et Niels Viggo Bentzon. Après son prix en 1952, il a poursuivi ses études de direction avec Rafael Kubelik et Sergiu Celibidache, et débute en 1955.
De 1959 à 1965 il est chef au Théâtre royal danois. En 1969 et 1970 il occupe le poste de chef de l'Orchestre Symphonique de Hambourg, puis de 1971 à 1973 celui de la radio danoise. L'année suivante il est invité à Londres pour diriger l'Orchestre symphonique de Londres où il enregistre la première intégrale stéréo des symphonies de Nielsen qui, à la suite des critiques élogieuses, lui donne une large popularité et aujourd'hui est encore, cette somme est considérée comme une référence. C'est avec cet orchestre qu'en 1980 – à l'instigation de son ami le compositeur Robert Simpson, déjà conseillé musical pour le cycle Nielsen (il a écrit le texte de présentation des symphonies) – il donne, avec 800 musiciens, la première symphonie « Gothique » d'Havergal Brian au Royal Albert Hall.
De 1978 à 1984 il est directeur artistique et chef de l'Orchestre symphonique d'Aarhus, mais aussi l'invité de divers orchestres en Amérique du Nord (Toledo (Ohio) ou au Canada), et chef d'orchestre invité principal au Royal Northern College of Music de Manchester. 
En tant que chef d'orchestre, il a défendu la musique de son pays, notamment pour l'éditeur Dacapo avec des disques consacrés à Niels Viggo Bentzon, Svend Erik Tarp, Karl Aage Rasmussen. Chez EMI, il enregistre l'opéra Antikrist de Rued Langgaard en 1986.
En tant que compositeur Ole Schmidt a écrit de la musique de films, notamment en 1982 une nouvelle partition pour la Jeanne d'Arc (1928), film muet de Dreyer.
Ole Schmidt s'était marié avec la danseuse Lizzie Rode en 1960 et ont eu deux enfants, Henriette et Tine. 
Depuis le début des années 1990, Schmidt vivait dans une ferme rénovée dans le Sud-Ouest de la France.

## Prix
Ole Schmidt a reçu le prix Carl Nielsen en 1975.

## Œuvres
- Concerto pour piano (1954)
- Fantaisie symphonique et Allegro, pour accordéon et orchestre de chambre, opus 20 (1958). Dédié à Mogens Ellegaard (1935-1995).
- Suite pour flûte, orchestre à cordes, harpe et percussion, opus 21 (1960)
- Concerto pour cor en fa et orchestre de chambre, opus 31 (1966)
- Concerto pour tuba et orchestre, opus 42 (1975)
- Concerto pour flûte et orchestre à corde (1985)
- Concerto pour violon
- Concerto pour basson et orchestre
- Concerto pour accordéon no 2
- Symphonie de chambre en ré (1960)
- Quintette pour flûte, hautbois, violon, violoncelle et clavecin
- Toccata pour accordéon n°1
- Toccata pour accordéon n°2
- 7 Quatuors à cordes
- 3 Ballets
  - The Fire-maker (Ildmageren, 1952),
  - Behind the Curtain (Bag Tæppet, 1954)
  - Fever (Feber, 1957)
- Øresund Symphony (1993), œuvre chorale co-écrite avec le suédois Gunnar Jansson pour célébrer l'inauguration du Pont de l'Øresund entre le Danemark et la Suède

### Discographie
Le compositeur
- Suite pour flûte, orchestre à cordes, harpe et percussion, op. 21 ; Concerto pour flûte et orchestre à cordes ; Concerto pour cor et orchestre de chambre, op. 31 ; Concerto pour tuba et orchestre, op. 42 - Ulla Milman (flûte), David Palmquist (cor), Jens Bjørn-Larsen (tuba), OS. National danois, Dir. Ole Schmidt (2006 - Dacapo 6.220515)

Le chef d’orchestre
- Carl Nielsen, Intégrale des Symphonies - Jill Gomez (soprano), Brian Rayner Cook (baryton) [Andante Pastorale de la Symphonie no 3 Espansiva], London Symphony Orchestra, Dir. Ole Schmidt (décembre 1973 & 8 Espansiva, 9 Première, janvier 1974  - 7LP Unicorn RHS-324/330 / 3CD Regis Records CRR 3002)
- Rued Langgaard, Symphonies no 10 et 14 - O. Radio danoise, Dir. Ole Schmidt (28 août 1977 et 1er mai 1979 - LP Danacord Records DACO 230)
- Hakon Børresen, Symphonies no 1, Sérénade pour cor - Xiao-Ming Han (cor), OS. radio Sarrebruck, Ole Schmidt (1999 - CPO 999 578-2)
- Hakon Børresen, Symphonies no 2 et 3 - OS. radio Franckfort, Dir. Ole Schmidt (janvier 1998 - CPO 999 353-2)
- Niels Viggo Bentzon, Symphonies no 3, 5 et 7 - Dir. Ole Schmidt (LP Philips Dansk Musik Antologi DMA 056/057)